# 広明 (唐)
広明（こうめい）は中国・唐の僖宗の治世で用いられた元号。880年 - 881年。
- 元年1月、改元。
- 2年7月、中和と改元。

## 西暦・干支との対照表
| 広明 | 元年  | 2年   |
| 西暦 | 880年 | 881年 |
| 干支 | 庚子  | 辛丑  |